# Вахи (Харьюмаа)
Вахи (эст. Vahi) — деревня на севере Эстонии в волости Харку, уезд Харьюмаа. В деревне проживают 62 человека (2007 год).